# Tour della nazionale maschile di rugby a 15 del Sudafrica 2002
Nel 2002 la nazionale sudafricana di rugby a 15 visita l'emisfero nord con una squadra in crisi. Con tre pesanti sconfitte è stata una delle peggiori esperienze per gli Springboks.
| Marsiglia 9 novembre 2002 | Francia | 30 – 10 | Sudafrica |  |

| Edimburgo 16 novembre 2002 | Scozia | 21 – 6 | Sudafrica | Murrayfield |

| Londra 23 novembre 2002 | Inghilterra | 53 – 3 | Sudafrica | Twickenham |